# إميل ناغي
إميل ناغي (بالمجرية: Nagy Emil)‏ هو محامي وصحفي وسياسي مجري، ولد في 16 نوفمبر 1871 في المجر، وتوفي بنفس المكان في 20 أغسطس 1956. انتخب عضو الجمعية الوطنية المجرية.